# Palmarés da Kometa-Xstra
A equipa ciclista profissional espanhola Kometa-Xstra tem tido durante toda a sua história as seguintes vitórias:

## Polartec-Kometa

### 2018

#### Circuitos Continentais da UCI
| Datas           | Circuito                           | Carreiras                            | Ganhador         |
| 22 de fevereiro | UCI Europe Tour de 2018            | 1.ª etapa do Tour de Antalya         | Matteo Moschetti |
| 25 de fevereiro | UCI Europe Tour de 2018            | 4.ª etapa do Tour de Antalya         | Matteo Moschetti |
| 4 de março      | UCI Europe Tour de 2018            | Grande Prêmio Internacional de Rodas | Matteo Moschetti |
| 10 de março     | UCI Europe Tour de 2018            | 2.ª etapa da Volta a Rodas           | Matteo Moschetti |
| 22 de março     | UCI Europe Tour de 2018            | 4.ª etapa do Volta à Normandia       | Matteo Moschetti |
| 25 de março     | UCI Europe Tour de 2018            | 7.ª etapa do Volta à Normandia       | Matteo Moschetti |
| 14 de abril     | Copa das Nações UCI sub-23 de 2018 | ZLM Tour                             | Matteo Moschetti |
| 12 de julho     | UCI Europe Tour de 2018            | 1.ª etapa do Giro do Vale de Aosta   | Kevin Inkelaar   |
| 8 de agosto     | UCI Europe Tour de 2018            | 2.ª etapa da Volta a Burgos          | Matteo Moschetti |
| 16 de agosto    | UCI Europe Tour de 2018            | 2.ª etapa do Volta à Hungria         | Matteo Moschetti |

## Kometa Cycling Team

### 2019

#### Circuitos Continentais da UCI
| Datas       | Circuito                | Carreiras                          | Ganhador         |
| 19 de julho | UCI Europe Tour de 2019 | 3.ª etapa do Giro do Vale de Aosta | Michel Ries      |
| 20 de julho | UCI Europe Tour de 2019 | 4.ª etapa do Giro do Vale de Aosta | Juan Pedro López |